# Цагатуй
Цагатуй (рос. Цагатуй) — улус Джидинського району, Бурятії Росії. Входить до складу Сільського поселення Цагатуйське.
Населення — 724 особи (2015 рік).